# Vannsätter
Vannsätter è un'area urbana della Svezia situata nel comune di Söderhamn, contea di Gävleborg.
La popolazione rilevata nel censimento 2010 era di 434 abitanti .